# Babiny I
Babiny I (německy Babina) jsou samota a zaniklá vesnice, část obce Malečov v okrese Ústí nad Labem. Nachází se asi 3,5 kilometru jižně od Malečova. Babiny I jsou také název katastrálního území o rozloze 2,89 km².

## Historie

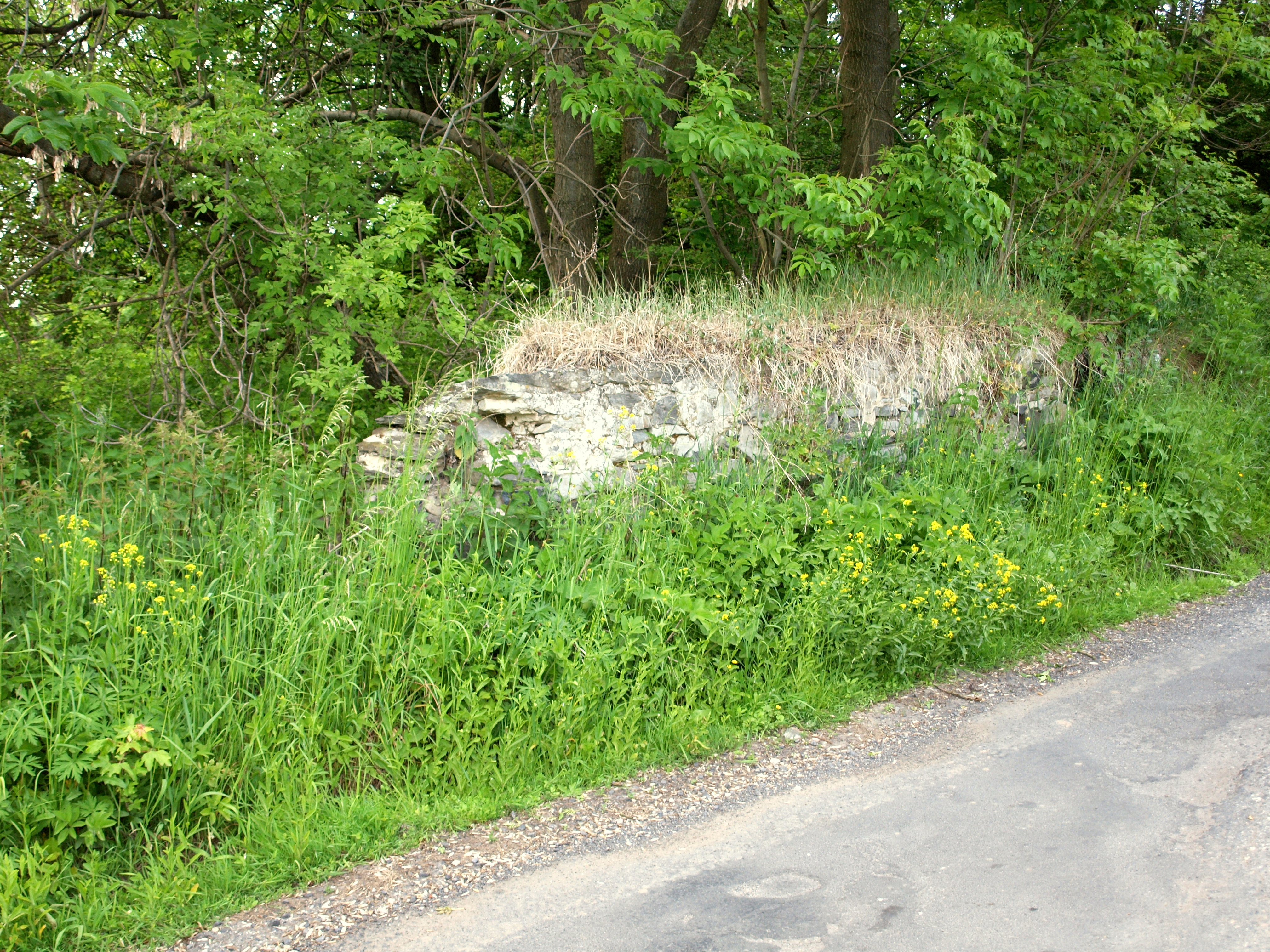
Zbytek základů domu zaniklé obce stojícího při silnici

První písemná zmínka o vesnici pochází z roku 1337. Založena byla patrně koncem 12. století, kdy byla součástí královského majetku. Později patřila klášteru augustiniánů v Roudnici nad Labem a v roce 1399 ji získal Ján z Kamýka. Od 16. století ves náležela liběšickému panství. V roce 1630 ves získala litoměřická jezuitská kolej a po zrušení jezuitského řádu připadla ves královské komoře. Nejvíce obyvatel převážně německé národnosti zde žilo v roce 1869, a to okolo 170. Později počet obyvatel klesal. Život v této vysoko položené vsi nebyl jednoduchý. Obyvatelé se živili převážně zemědělstvím. Děti docházely do školy do vsi Čeřeniště. K zásadnímu zlomu v životě obce dochází koncem druhé světové válce, kdy je převážná část obyvatel pro svou německou národnost odsunuta. Ve vesnici zůstalo pouze šest obyvatel a po válce se ji nepodařilo znovu dosídlit obyvateli z vnitrozemí. Opuštěná ves zanikla v roce 1980, kdy se stala vojenským výcvikovým prostorem. Na přelomu 20. a 21. století bylo v souvislosti s rušením litoměřické posádky cvičiště opuštěno. Do roku 1930 byly Babiny samostatnou obcí, v roce 1950 se stala součástí obce Čeřeniště, v letech 1961–1980 součástí obce Tašov. Od 1. ledna 1999 je území po zaniklé obci součástí obce Malečov.

## Obyvatelstvo
|                                                                                 | 1869 | 1880 | 1890 | 1900 | 1910 | 1921 | 1930 | 1950 | 1961 | 1970 | 1980 | 1991 | 2001 | 2011 |
| ------------------------------------------------------------------------------- | ---- | ---- | ---- | ---- | ---- | ---- | ---- | ---- | ---- | ---- | ---- | ---- | ---- | ---- |
| Obyvatelé                                                                       | 170  | 159  | 154  | 142  | 138  | 150  | 144  | 6    | 11   | –    | –    | –    | –    | 4    |
| Domy                                                                            | 27   | 28   | 27   | 28   | 27   | 29   | 30   | 25   | —    | –    | –    | –    | 2    | 2    |
| Počet domů z roku 1961 je zahrnut v celkovém počtu domů místní části Čeřeniště. |      |      |      |      |      |      |      |      |      |      |      |      |      |      |

## Babinské louky
Dřívější zemědělství vyústilo v postupnou devastaci jedinečných orchidejových luk v okolí obce, na nichž se nacházely vzácné druhy rostlin, zvláště z čeledi vstavačovitých. Na tyto lokality upozornil na přelomu 19. a 20. století ve svém díle České středohoří profesor Univerzity Karlovy Karel Domin. Nepatrný zbytek luk je dnes zahrnut do území přírodní památky Babinské louky, zřízené v roce 1993. Ochrana má za hlavní cíl zachování kriticky ohroženého druhu zvonovce liliovitého.